# فطین عبدالوهاب
فطین عبدالوهاب (انگلیسی: Fatin Abdel Wahab؛ ۱۹۱۳ – ۱۹۷۲) کارگردان فیلم اهل مصر بود.